# Marian Teleszyński
Marian Bronisław Golarz-Teleszyński, ps. Góral 2 (ur. 11 lipca 1916 w Zagórzu, zm. 26 sierpnia 1985 w Gdyni) – polski lekarz ortopeda, pracownik naukowy Akademii Medycznej w Gdańsku, żołnierz Wojska Polskiego i Polskich Sił Zbrojnych, cichociemny.

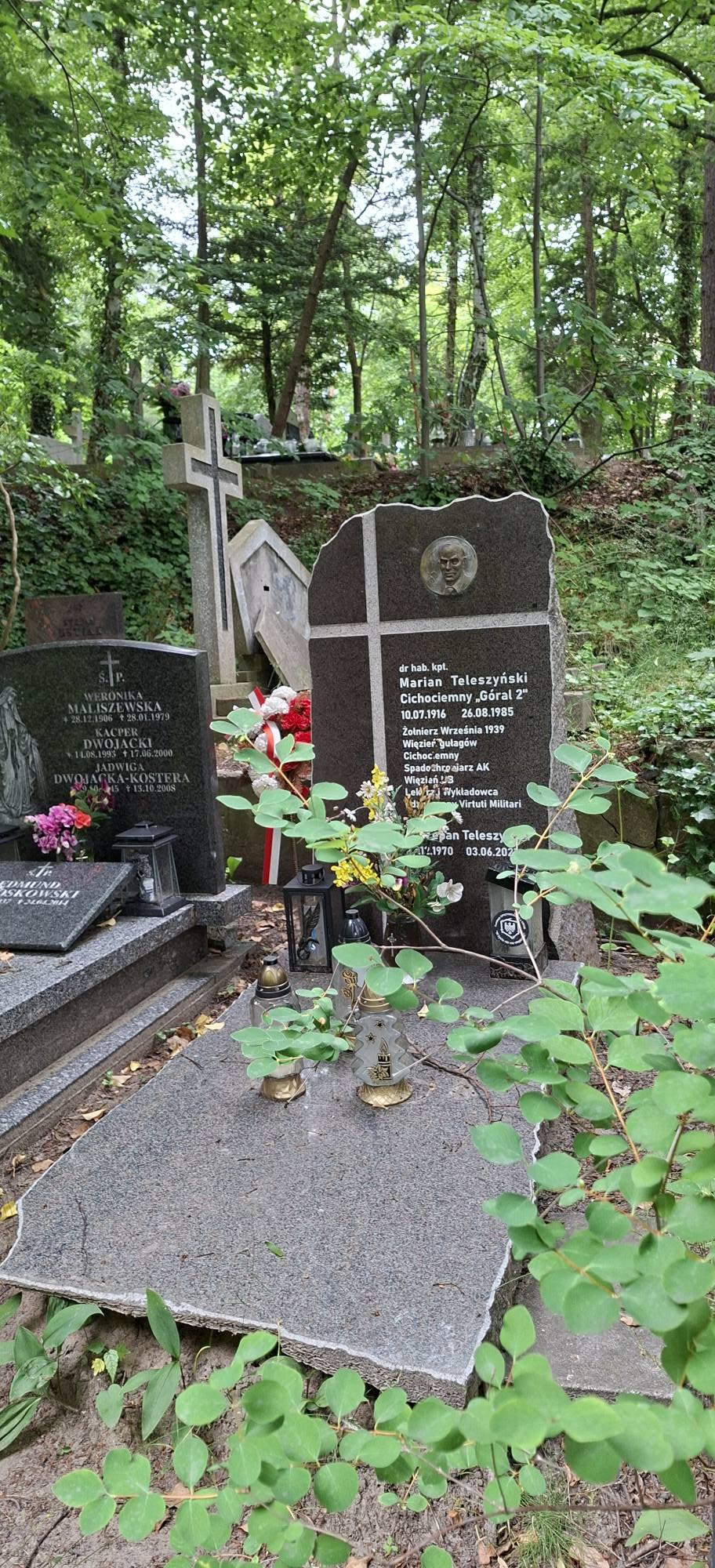
Grób Mariana Teleszyńskiego na cmentarzu komunalnym w Sopocie

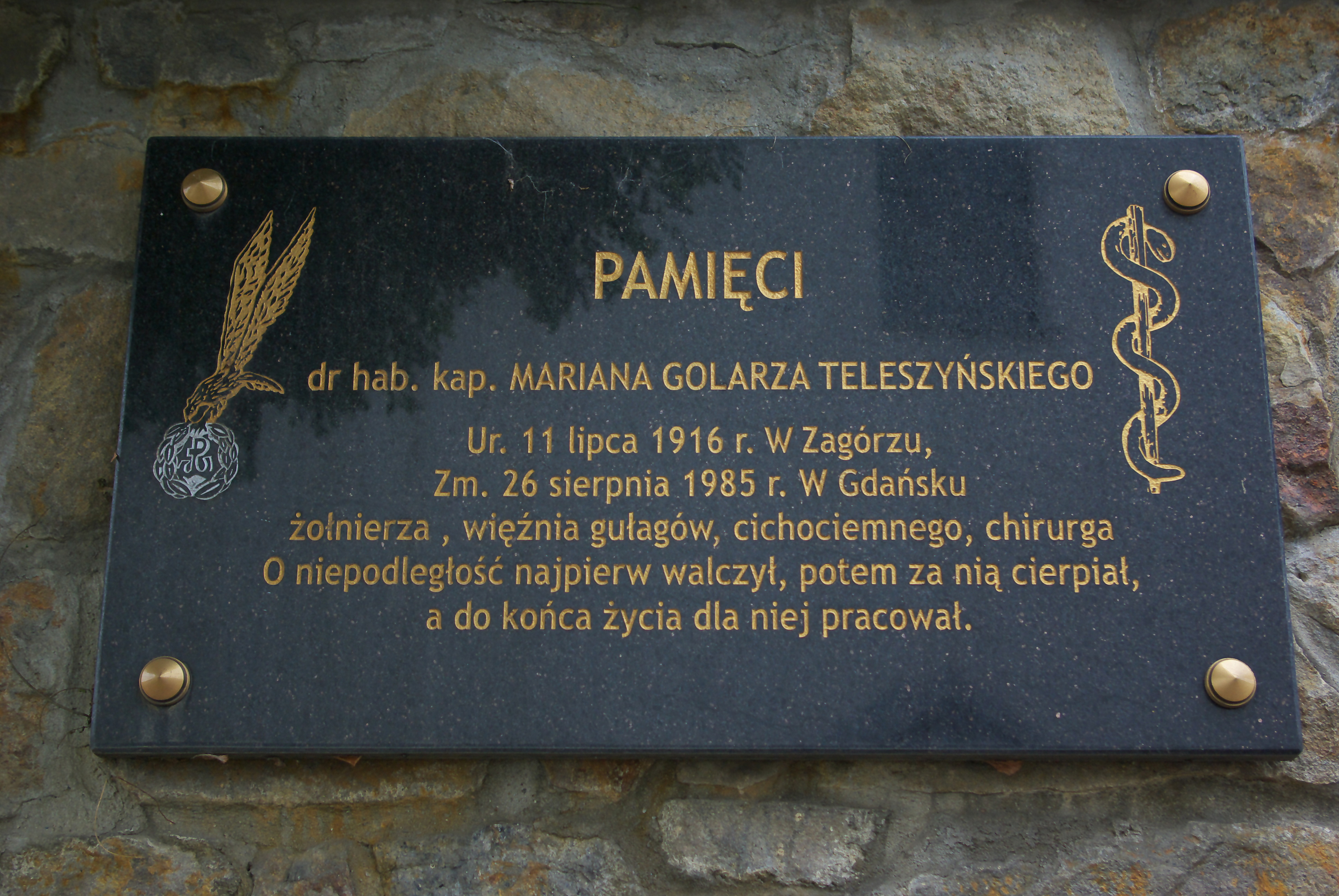
Tablica upamiętniająca Mariana Golarza Teleszyńskiego przy zagórskim kościele

## Służba wojskowa
Urodził się jako Marian Golarz 11 lipca 1916 w Zagórzu. Był synem Stanisława (pracownik parowozowni) i Marii z domu Kajzer. Dzieciństwo i lata szkolne spędził w Zagórzu. 24 maja 1935 zdał egzamin dojrzałości w Państwowym Gimnazjum im. Królowej Zofii w Sanoku (w jego klasie był m.in. Tadeusz Wojtowicz). Po zdaniu matury zgłosił się ochotniczo do rocznej służby w Szkole Podchorążych Rezerwy 22 Dywizji Piechoty Górskiej przy 5 pułku strzelców podhalańskich. W 1936 rozpoczął studia lekarskie na Wydziale Medycznym Uniwersytetu Jana Kazimierza we Lwowie. Po ukończeniu trzeciego roku studiów w 1939 został nominowany na podporucznika rezerwy i latem tego roku odbywał przez dwa miesiące praktykę w Szpitalu Sejmikowym w Równem.
Zmobilizowany w kampanii wrześniowej służył jako lekarz w III dywizjonie 24 pułku artylerii lekkiej początkowo w Armii „Karpaty”, potem w Armii „Małopolska”. Po agresji ZSRR na Polskę 2 listopada 1939 aresztowany przez NKWD na Kresach Wschodnich. Wpierw osadzony w więzieniu w Dniepropietrowsku, a latem 1940 wywieziony do łagrów w okolicach Kujbyszewa, po czym wiosną 1941 do Workuty.
W wyniku podpisanego w lipcu 1941 Układu Sikorski-Majski 16 września tego roku zwolniony. Wędrując przygodnym transportem kolejowym z Workuty dotarł do Farab nad Amu-darią, a stamtąd barkami do Republiki Karakałpackiej. Zgłosił się do powstającej na terenie Związku Sowieckiego Armii Andersa i otrzymał przydział do 7 Dywizji Piechoty w Kermine. W sierpniu 1942 wraz z Armią Polską ewakuował się z ZSRR i statkiem przez Morze Kaspijskie przypłynął do Pahlawi w Iranie. Wiosną przybył do Khanakim w Iraku. Latem tegoż roku poprzez Czarną Pustynię dotarł do Palestyny. Tutaj otrzymał awans na stopień porucznika.
Zgłosił się do służby w kraju. Wraz z grupą ochotników przybył do Aleksandrii w Egipcie. Stamtąd drogą lądową poprzez Tripolitanię dotarł do Algierii. Z Oranu na pokładzie okrętu Ville de France przypłynął do Tarentu we Włoszech, by wreszcie zawitać w okolice Ostuni, gdzie organizowano kursy spadochronowo-dywersyjne dla cichociemnych. 14 lutego złożył przysięgę na rotę Armii Krajowej. Powołany też został na adiutanta generała Leopolda Okulickiego. Używał pseudonimu „Góral 2” (cyfra dwa wskazywała na „pochodzenie” cichociemnego z obszaru włoskiego). W nocy z 21 na 22 maja 1944 w ramach operacji „Weller 29” (wraz z m.in. Leopoldem Okulickim) został zrzucony na północny wschód od Krakowa w okolicach Miechowa. Następnie dostał rozkaz by dołączyć do powstającej Poleskiej 30 Dywizji Piechoty AK. Tam objął funkcję szefa służby medycznej w Okręgu Brzeskim. W sierpniu 1944 w ramach Akcji Burza Poleska Dywizja Piechoty na rozkaz swojego dowódcy Henryka Krajewskiego rozpoczęła marsz na odsiecz walczącej Warszawie, lecz dotarcie do stolicy nie powiodło się. Teleszyński został aresztowany przez komunistów. Był przesłuchiwany i torturowany m.in. przez pułkownika Józefa Światło. Został skazany na długoletnie więzienie, lecz po dwóch latach rodzina przekupiła straże i w marcu 1946 Teleszyński potajemnie wyszedł na wolność.

## Kariera naukowa
By zmylić UB powrócił do rodowego nazwiska Teleszyński. Następnie kontynuował studia medyczne od czwartego roku na Wydziale Lekarskim Uniwersytetu Warszawskiego, po czym przeniósł się na Akademii Medycznej w Gdańsku i tam ukończył medycynę w 1948. Przed uzyskaniem dyplomu podjął pracę w Oddziale Chirurgii i Ortopedii Dziecięcej Akademii Medycznej w Gdańsku. W roku akademickim 1953/54 mianowano go adiunktem nowo utworzonej Kliniki Ortopedycznej Akademii Medycznej w Gdańsku, kierowanej przez prof. Zygmunta Ambrosa. Dwukrotnie pełnił obowiązki kierownika Kliniki.
Stopień doktora medycyny uzyskał w 1961 na podstawie pracy Metoda pomiaru i korekcji przodoskręcenia szyjki kości udowej we wrodzonym zwichnięciu biodra. W tymże roku objął stanowisko ordynatora nowo utworzonego Oddziału Ortopedyczno-Urazowego Szpitala Miejskiego im. Jana Brudzińskiego w Gdyni, które piastował do czasu przejścia na emeryturę w 1981. W 1974 uzyskał stopień doktora habilitowanego na podstawie rozprawy Wybrane problemy leczenia wrodzonego zwichnięcia stawu biodrowego w świetle własnych badań klinicznych. Opublikował ponad 30 prac, w tym cztery rozdziały w pierwszym po wojnie podręczniku „Zarys ortopedii ogólnej” pod redakcją Z. Ambrosa. Otrzymał stanowisko docenta. Od 1952 należał do Polskiego Towarzystwa Ortopedycznego i Tramatologicznego (w latach 1967–1974 wiceprezes Oddziału Gdańskiego) po czym został wybrany przewodniczącym sądu koleżeńskiego.
Zmarł 26 sierpnia 1985 w Gdyni. Został pochowany na cmentarzu komunalnym w Sopocie 30 sierpnia 1985 (kwatera A3-6-16). Był żonaty, miał synów.

## Odznaczenia
- Krzyż Srebrny Orderu Virtuti Militari nr 13494[13][14]
- Krzyż Walecznych
- Złoty Krzyż Zasługi
- Medal Wojska
- Krzyż Armii Krajowej

## Upamiętnienie
12 września 2010 na ogrodzeniu kościoła pw. Wniebowzięcia Najświętszej Maryi Panny w Zagórzu (gdzie w 1916 został ochrzczony Marian Golarz) odbyło się uroczyste odsłonięcie i poświęcenie tablicy pamiątkowej dedykowanej Marianowi Golarzowi – Teleszyńskiemu.